# Kenyeri
Kenyeri é um município da Hungria, situado no condado de Vas. Tem 33,96 km² de área e sua população em 2015 foi estimada em 867 habitantes.